# Greentown (Indiana)
Greentown – miasto w Stanach Zjednoczonych, w stanie Indiana, w hrabstwie Howard.